# Grasa animal
Grasa animal se denomina a la grasas obtenidas a partir de diversos depósitos de determinados animales en adecuado estado sanitario.
Las grasas y aceites animales son materiales lipídicos derivados de animales. Físicamente, los aceites son líquidos a temperatura ambiente y las grasas son sólidas. Químicamente, tanto las grasas como los aceites están compuestos de triglicéridos. Aunque muchas partes y secreciones de los animales pueden producir aceite, en la práctica comercial el aceite se extrae principalmente del tejido obtenido de animales de ganado como cerdos, pollos y vacas. Los productos lácteos como el queso, la mantequilla y la leche también tienen grasa animal.
Ciertas sustancias como la grasa de ganso tienen un punto de humo más alto que otras grasas animales, pero aún son más bajas que muchos aceites vegetales como el de oliva o el de aguacate.
En los productos cárnicos de consumo en los Estados Unidos, los restos animales se clasifican como grasas animales cuando el tamaño de partícula de los sólidos óseos es superior al tres por ciento, el contenido de proteínas es inferior al catorce por ciento y el producto contiene más del treinta por ciento de contenido de grasa pura.
Las grasas animales se consumen comúnmente como parte de una dieta occidental en su forma semisólida, ya sea como leche, mantequilla, manteca de cerdo, schmaltz y goteo, o más comúnmente como rellenos en carne, comida para mascotas y productos de comida rápida de origen industrial. Los productos lácteos son secreciones animales que contienen niveles variables de agua, aceites, grasas y células animales de los sistemas circulatorio y linfático, como la sangre y las glándulas mamarias.

## Nutrición y riesgos para la salud
En nutrición humana estas grasas han sido relacionadas con los problemas cardiovasculares, sin embargo no todas pueden considerarse igual de perjudiciales ya que varían en composición, saturación y ratio cis-trans. Por lo general suelen ser de aspecto más sólido que los aceites dada a su mayor saturación.
En nutrición animal son utilizadas normalmente en mezclas tecnológicas preformuladas.

## Usos culinarios
Muchas grasas y aceites de animales son consumidos directa o indirectamente como ingredientes en las comidas. Los aceites sirven para varios propósitos en este rol:
- Reducción – para darle a la masa una textura desmigajante.
- Textura – pueden servir para hacer que otros ingredientes se peguen menos.
- Sabor – algunos se pueden elegir específicamente por el sabor que imparten.
- Base de sabor – pueden "acarrear" sabores de otros ingredientes, ya que hay muchos sabores presentes en químicos que son solubles en lípidos.

Además, los aceites pueden ser calentados y usados para freír. Los adecuados para este propósito son lo que tienen un alto punto de inflamación.